# Вятърът на оголената луна
„Вятърът на оголената луна“ е български игрален филм (драма) от 2003 година на режисьора Иван Младенов.

## Актьорски състав
Не е налична информация за актьорския състав.